# Manassas (Geòrgia)
Manassas és una població dels Estats Units a l'estat de Geòrgia. Segons el cens del 2000 tenia 100 habitants.

## Demografia
Segons el cens del 2000, Manassas tenia 100 habitants, 40 habitatges, i 24 famílies. La densitat de població era de 49,5 habitants/km².
Dels 40 habitatges en un 20% hi vivien nens de menys de 18 anys, en un 37,5% hi vivien parelles casades, en un 17,5% dones solteres, i en un 40% no eren unitats familiars. En el 32,5% dels habitatges hi vivien persones soles el 22,5% de les quals corresponia a persones de 65 anys o més que vivien soles. El nombre mitjà de persones vivint en cada habitatge era de 2,5 i el nombre mitjà de persones que vivien en cada família era de 3,17.
Per edats la població es repartia de la següent manera: un 22% tenia menys de 18 anys, un 10% entre 18 i 24, un 20% entre 25 i 44, un 31% de 45 a 60 i un 17% 65 anys o més.
L'edat mediana era de 43 anys. Per cada 100 dones de 18 o més anys hi havia 81,4 homes.
La renda mediana per habitatge era de 13.750 $ i la renda mediana per família de 26.250 $. Els homes tenien una renda mediana de 33.750 $ mentre que les dones 13.750 $. La renda per capita de la població era de 12.698 $. Entorn del 28,6% de les famílies i el 46,8% de la població estaven per davall del llindar de pobresa.

## Poblacions més properes
El següent diagrama mostra les poblacions més properes.